# Lithobius salicis
Lithobius salicis är en mångfotingart som beskrevs av Karl Wilhelm Verhoeff 1925. Lithobius salicis ingår i släktet Lithobius och familjen stenkrypare.
Artens utbredningsområde är Italien. Inga underarter finns listade i Catalogue of Life.